# Lauren Southern

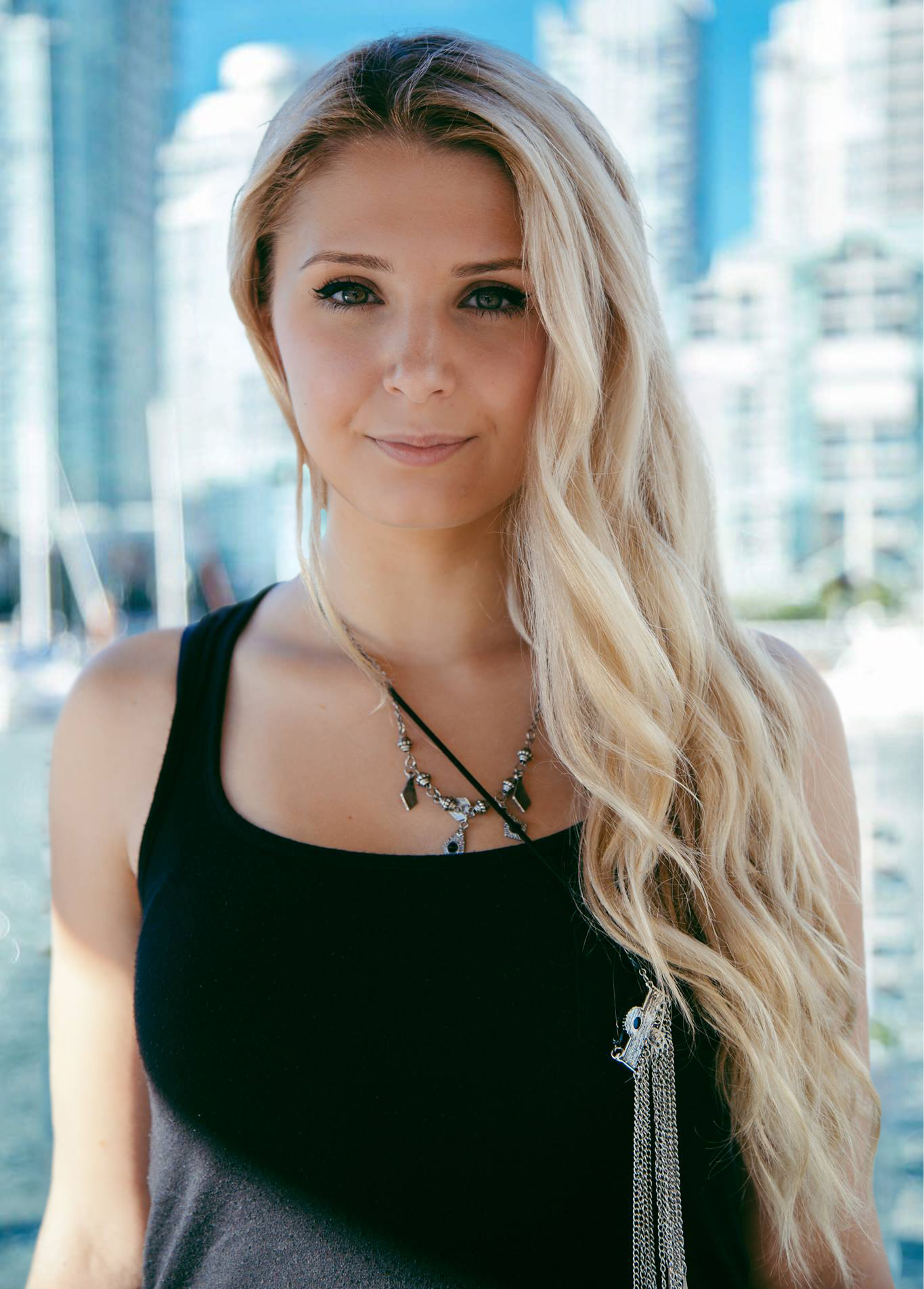
Lauren Southern, 2016

Lauren Cherie Southern (* 16. Juni 1995 in Surrey, British Columbia) ist eine frühere kanadische Aktivistin der politischen Rechten. Bis zu ihrem Rückzug aus der Öffentlichkeit verbreitete sie insbesondere gegen Migration gerichtete Inhalte. Über ihre Zeit in der radikalen Rechten hat sie ein Buch geschrieben, das sich kritisch mit den dortigen „Alternativmedien“ und ihrer eigenen Rolle auseinandersetzt.

## Leben
Lauren Southern studierte Politikwissenschaft an der University of the Fraser Valley. Nach zwei Jahren brach sie ihr Studium ohne Abschluss ab.

### Politik
2015 kandidierte Lauren Southern für die libertäre Partei Kanadas (Parti libertarien du Canada) im Bezirk Langley–Aldergrove. Southern wurde kurzzeitig von der Liste genommen, dann aber durch Unterstützung von Breitbart News und The Rebel Media wieder auf die Liste gesetzt. Sie erhielt 535 Stimmen, was 0,9 % aller Stimmen entsprach. Medien rechneten Southern damals der Alt-Right-Bewegung zu.

### Medialer Aktivismus
Im Juni 2015 nahm Southern als Reporterin für Rebel Media am SlutWalk in Vancouver teil. Dabei hielt sie ein Schild mit der Aufschrift „Es gibt keine Rape Culture im Westen“, das von anderen Protestierenden zerrissen wurde. Im März 2016 wurde sie bei LGBTQ-Protesten in Vancouver mit Urin beschüttet, als sie darauf bestand, dass es nur zwei Geschlechter gebe. Im Oktober 2016 ließ Southern ihr Geschlecht offiziell in „männlich“ umändern, um auf die neuen Gesetze zur Geschlechtsidentität auf offiziellen Dokumenten in Kanada aufmerksam zu machen. 2016 veröffentlichte Southern ihr Buch Barbarians: How Baby Boomers, Immigrants, and Islam Screwed My Generation (Barbaren: Wie die Baby-Boomer, Immigranten und der Islam meine Generation betrogen haben). Im März 2017 teilte Southern mit, dass sie sich von Rebel Media trenne und freie Journalistin werde. Im selben Monat bekam sie die Freigabe zur Teilnahme am Pressegespräch im Weißen Haus. 2018 drehte Southern den Dokumentarfilm Farmlands, in dem die Situation von weißen Farmern in Südafrika thematisiert wird, die gehäuft Opfer von Raubüberfällen und Morden werden, wofür Southern ethnische Motive angibt. Zudem würden die Farmer nach Ansicht Southerns durch das Black-Economic-Empowerment-Gesetz benachteiligt. Im Mai 2019 veröffentlichte Southern den Dokumentarfilm Borderless auf YouTube, der die Arbeit der Nichtregierungsorganisation Advocates Abroad bei der Unterstützung von Migranten in Griechenland kritisch beleuchtete.

### Politischer Aktivismus
2017 unterstützte Southern die Aktion „Defend Europe“ der rechtsextremen Identitären Bewegung, die sich gegen die Rettungsaktionen von Nichtregierungsorganisationen im Mittelmeer von Flüchtlingsschiffen einsetzte. Southern wurde daraufhin von der italienischen Küstenwache festgenommen, als ein Schiff, das auf dem Weg zu einer Rettungsaktion war, blockiert worden war. Im März 2018 wurde Lauren Southern bei dem Versuch festgenommen, nach Großbritannien einzureisen. Ihr wurde bis auf Weiteres offiziell untersagt, in das Land einzureisen, obwohl sie keine Vorstrafen hatte. Ein Sprecher des Home Office sagte, dass „ein Aufenthalt von Lauren Southern in Großbritannien dem Allgemeinwohl nicht zuträglich“ sei. Southern wurde mit anderen Personen beim G20-Gipfel in Hamburg im Jahr 2017 von Mitgliedern des „Störungsmelder“-Blogs fotografiert, ihre Fotos wurden auch über Twitter verbreitet. Southern trug ein T-Shirt der Identitären Bewegung und wurde ihr deswegen zugeordnet, worauf es zu Auseinandersetzungen mit Demonstranten kam. Dabei war vor allem der ehrenamtliche Störungsmelder-Blogger Sören Kohlhuber an der Verbreitung der Fotos und Informationen beteiligt. Zeit Online stellte daraufhin die Zusammenarbeit mit ihm ein.

### Zeitweiliger Rückzug aus der Öffentlichkeit
Am 2. Juni 2019 verkündete Southern auf ihrer Website, dass sie ihr Leben fortan weniger öffentlich leben wolle und sich deswegen auch aus den sozialen Medien zurückziehe. Sie werde sich vorerst wieder ihrem Studium zuwenden. Eine Rückkehr zur politischen Arbeit schloss sie jedoch nicht aus. In ihrem Buch „This Is Not Real Life“ legt Southern als Grund offen, dass sie ihren Ehemann und dessen Familie aufgrund einer Einreisesperre nach Australien nicht besuchen konnte und der Rückzug aus der Öffentlichkeit ihr eine Einreiseerlaubnis ermöglichen sollte, was auch gelungen sei.

### Temporäres Comeback in die Medien 2024
Im Jahr 2024 kehrte Southern in die Medien zurück, bis die US-Justiz dem Online-Inhalte verbreitenden US-Unternehmen Tenet Media vorwarf, in einer „geheimen Einflusskampagne“ von einem staatlich kontrollierten russischen Medienunternehmen finanziert zu werden. Ziel sei es, Zwietracht und Chaos zu säen. Southern wurde neben anderen als prominente Influencerin des Unternehmens genannt. Sie hatte innerhalb von neun Monaten 94 Videos für das Unternehmen produziert. In einem hatte sie die Entdeckung von anonymen Kindergräbern der Kamloops Indian Residential School als Hoax abgetan, in einem anderen unter dem Titel My home town’s been destroyed (Meine Heimatstadt ist zerstört) eine angebliche Masseneinwanderung aus „Ländern wie Indien“ für den Zustand der Stadt Surrey verantwortlich gemacht. Southern sagte: „Sie sieht nicht wie Kanada aus.“ Vor einem Ausschuss des kanadischen Parlaments sagte Southern aus nichts über die Finanzierung durch Russland gewusst zu haben und ihre Videos ohne Vorgaben produziert zu haben.

### Buch „This Is Not Real Life“ und Vorwurf eines Sexualdelikts gegen Andrew Tate
Im Juli 2025 veröffentlichte Lauren Southern unter dem Titel „This is not real life“ ihre Memoiren, in denen sie ein kritisches Fazit ihres Aktivismus zieht sowie über ihr Privatleben berichtet. In dem Buch beschuldigt sie den Manosphere-Influencer Andrew Tate eines Sexualdelikts.
Southerns Angaben zufolge sei sie im Februar 2018 zusammen mit dem „English Defence League“-Gründer Tommy Robinson sowie zwei weiteren Begleitern nach Bukarest geflogen, um dort Andrew Tate und seinen Bruder als Finanziers für ein rechtes Medienprojekt zu gewinnen. Robinson hatte Southern demnach zuvor erklärt, dass die damals noch kaum bekannten Tate-Brüder wohlhabende Krypto-Investoren seien.
Lauren Southern schildert, dass sie sich bei einem Treffen in einem Nachtclub nach zwei alkoholischen Getränken „überraschend betrunken“ gefühlt habe. Andrew Tate habe sie später zurück in ihr Hotel gebracht und dort geküsst. Sie habe den Kuss zunächst erwidert, dann jedoch geäußert, dass sie schlafen wolle. Weitere Annäherungsversuche habe sie durch ein mehrfach geäußertes „Nein“ zurückgewiesen und versucht Tates Hände von ihrem Körper zu entfernen. Andrew Tate habe sie daraufhin mehrfach bis zur Bewusstlosigkeit gewürgt. Den weiteren Verlauf wollte Southern in ihrem Buch nicht schildern, sondern beließ es bei der Andeutung, was im Anschluss geschehen sei, sei ohnehin offenkundig.
Southern gibt an, am nächsten Tag ihre beiden Begleiter Caolan Robertson and George Llewelyn über den Vorfall informiert zu haben. Dies wurde von beiden bestätigt. Robertson gab darüber hinaus an, dass er an Southern Nacken Auffälligkeiten gesehen habe. Tommy Robinson bezeichnete Southerns Aussage hingegen später in einem Video als „Wahnsinn“. Er habe im Hotelzimmer nebenan geschlafen und am nächsten Morgen gesehen, dass Southern Tate an der Tür geküsst habe. Auch habe sie diesem im Anschluss Nachrichten geschrieben.
Lucy Brown, eine Freundin von Lauren Southern, erklärte, dass diese nach der Reise völlig von der Rolle gewesen sei. Robertson, Llewelyn und Southern hätten ihr jeweils von dem mutmaßlichen Vorfall berichtet. Nach ihrer Rückkehr nach Kanada ließ Southern sich im Women’s College Hospital in Toronto untersuchen. Im Krankenhausbericht ist von Symptomen einer Strangulation, roten Flecken im Gesicht sowie Schmerzen beim Schlucken die Rede. Die Untersuchungsergebnisse wurden nicht an die kanadischen Behörden weitergeleitet, weil der mutmaßliche Tatort außerhalb Kanadas lag.
Southern wendete sich nach eigenen Angaben an Strafverfolgungsbehörden im Vereinigten Königreich, dessen Staatsbürger Tate ist, wurde jedoch von dort an die rumänische Polizei verwiesen, der sie aufgrund von Berichten über grassierende Korruption nicht vertraut habe. Versuche die kanadischen Behörden zu involvieren hätten zum gleichen Ergebnis geführt. Southern äußerte zudem den Vorfall lange Zeit verdrängt und nicht wahrhaben wollen und daher erst im Rahmen ihres Buches öffentlich gemacht zu haben. Sie gab an, dass der Vorfall ein treibendes Element hinter ihrem Rückzug aus der rechten Politik gewesen sei. Einhergehend mit ihrem Rückzug sei sie an einer schweren Depression erkrankt, die auch mit Anfeindungen durch ehemaliger Weggefährten zusammengehangen habe.
Andrew Tate ließ über seinen Rechtsanwalt Joseph McBride alle Vorwürfe bestreiten. McBride erklärte, dass Southern lüge, um sich finanzielle Vorteile zu verschaffen und kündigte rechtliche Schritte an. Falls es zu einem Sexualkontakt gekommen sei, so sei dieser vollständig freiwillig geschehen.

## Bücher
- Barbarians: How the Baby Boomers, Immigration, and Islam Screwed My Generation, 2016

- Alexander Dugin spricht über die junge Generation, die Moderne und die Religion.: Ein Interview von Lauren Southern und Brittany Pettibone, 2019

- Henry the Sheepdog & The Wolf Of Mossville, 2020

- The ABC’s of Morality, 2021

- This Is Not Real Life, 2025